# STARS (B'zの曲)
「STARS」（スターズ）は、日本の音楽ユニット・B'zの楽曲。2023年7月12日にVERMILLION RECORDSより54作目のシングルとして発売された。

## 概要
シングルCDとしては、前作『声明/Still Alive』から約6年ぶりのリリース（ただし、この期間内ではオリジナル・アルバム3枚、ミニ・アルバム1枚、配信シングル3曲をリリースしている）。
初週売上は11.8万枚を記録し、オリコン週間シングルランキングで初登場1位を獲得した。また、5thシングル『太陽のKomachi Angel』から50作連続首位獲得となった。
2023年9月21日よりダウンロードおよびストリーミング配信が開始された。
アメリカンレストラン『ハードロックカフェ』で開催されたB'zのデビュー35周年を祝うイベントで、「STARS」にちなんだカクテルが提供された。

## リリース形態
「通常盤」「初回限定盤」「数量限定STARS盤」の3種の形態でリリースされる。
通常盤
CDのみの形態。
初回限定盤
「CD+DVD」もしくは「CD+Blu-ray」の仕様。付属の映像ディスクには、「B'z Live From TOKYO FM HALL」として行われた収録曲3曲のスタジオライブの映像を収録。このライブは、2022年のリリース作品との連動応募特典『Present X』の当選者200名を招いて、2023年3月にTOKYO FM HALLで開催された。
数量限定STARS盤
「CD+B'zバランスゲーム」の仕様。54本のスティックには、歴代シングル全54作品のタイトルロゴがデザイン（レーザー刻印）されている。

## 収録曲
| 全作詞: 稲葉浩志、全作曲: 松本孝弘。 |                           |           |            |                                          |      |
| #                                    | タイトル                  | 作詞      | 作曲・編曲 | 編曲                                     | 時間 |
| 1.                                   | 「STARS」                 | 稲葉浩志  | 松本孝弘   | 松本孝弘・稲葉浩志・Yukihide"YT"Takiyama | 3:55 |
| 2.                                   | 「Dark Rainbow」          | 稲葉浩志  | 松本孝弘   | 松本孝弘・稲葉浩志・Yukihide"YT"Takiyama | 4:16 |
| 3.                                   | 「ペインキラー」          | 稲葉浩志  | 松本孝弘   | 松本孝弘・稲葉浩志・寺地秀行             | 3:49 |
| 4.                                   | 「君の中で踊りたい 2023」 | 稲葉浩志  | 松本孝弘   | 松本孝弘・稲葉浩志・Yukihide"YT"Takiyama | 3:25 |
| 合計時間:                            | 合計時間:                 | 合計時間: | 15:25      |                                          |      |

| #  | タイトル                  | 作詞 | 作曲・編曲 |
| -- | ------------------------- | ---- | ---------- |
| 1. | 「Dark Rainbow」          |      |            |
| 2. | 「君の中で踊りたい 2023」 |      |            |
| 3. | 「STARS」                 |      |            |

## 楽曲解説

### CD
1. STARS
  - 2023年に行われた『B'z LIVE-GYM Pleasure 2023 -STARS-』のツアータイトル曲で、B'zデビュー35周年のメモリアルイヤーを象徴する楽曲[11][12][13][14]。
  - ハードロックをベースとし、プログレッシブ・ロックやブルースなどのサウンドが取り入れられている[20]。
  - 曲名のSTARSは、Pleasureツアーの開催にあたり、核となるキーワードを探していた際にライブ会場のオーディエンスが思い浮かび、星のように思えたことから決まった。そこから発展し、B'zがこれまで作ってきた作品もSTARであるとし、この先のB’zとして目指すべき次のSTARという意味も込められている。曲名が先に決まり、そこから歌詞が書かれた[21]。
2. Dark Rainbow
  - ブルースロックを基調とした楽曲[20]。
  - 2023年公開の松竹映画『おまえの罪を自白しろ』主題歌で、映画のために書き下ろされた楽曲。本曲についてメンバーは「“隠された真実”を見つけ出そうとする主人公が、それまで気づかなかった、人の本心や、自分自身が矛盾の中で生きているという事実と向き合うことになっていく。そんな“闇を相手に暴れる感情”のようなものをイメージして作ったのがこのDark Rainbowです。B'zにとってもライブで演奏したい楽曲となりました」とコメントしている。また映画のプロデューサーである石塚慶生は、本曲について「本作で、主人公は自分なりの「真実」を突き止めるために得体のしれない敵に立ち向かっていきます。それは、今現在私たちが生きている社会や政治に対する思いとも重なると思っています。そして、この主題歌は、そんな相手に対して立ち向かう人々への『B'zさんでしか表現できない「応援歌」』なのだと解釈しています。」と評している[22][23][24]。
  - 『B'z LIVE-GYM Pleasure 2023 -STARS-』では、アリーナ公演のみ演奏された[25][26]。
3. ペインキラー
  - タイトルは「鎮痛剤」を意味する[20]。楽曲ではファンとの関係性を「ペインキラー」に置き換えて、「離れられない、なくてはならないもの」として歌われている[20]。
  - 『B'z LIVE-GYM Pleasure 2023 -STARS-』では本作唯一の未演奏曲となった。
4. 君の中で踊りたい 2023
  - 1989年リリースの2ndシングル「君の中で踊りたい」のリレコーディングバージョン[11][12][13][14]。過去の楽曲のバージョン違いがシングルに収録されるのは、47thシングル『MY LONELY TOWN』以来である[注 5]。
  - 原曲から曲構成が変更されており、冒頭にサビのフレーズが追加されている[20]。

### 特典DVD & Blu-ray（初回限定盤のみ）
B'z Live From TOKYO FM HALL
1. Dark Rainbow
2. 君の中で踊りたい 2023
3. STARS

## タイアップ
- 松竹系映画『おまえの罪を自白しろ』主題歌（#2）

## 参加ミュージシャン
- 松本孝弘：ギター、全曲作曲・編曲
- 稲葉浩志：ボーカル、全曲作詞・編曲
- Yukihide "YT" Takiyama：編曲・ベース（#1.2.4）、バックグラウンドボーカル（#1.2）
- 寺地秀行：編曲（#3）
- バリー・スパークス：ベース（#3）
- 玉田豊夢：ドラム（#1.2.4）
- シェーン・ガラース：ドラム（#3）
- 川村ケン：キーボード（#1.2.4）
- 斉藤ノヴ：パーカッション（#1.2.4）
- 石川寛子 with Lime Laies Orchestra：ストリングス（#3）
- 渡辺ファイアー：テナー・サクソフォーン（#1）
- 宮崎隆睦：バリトン・サクソフォーン（#1）
- 上石統：トランペット（#1）
- 長谷川素子：トランペット（#1）
- 東條あづさ：トロンボーン（#1）

## 特典DVD & Blu-ray参加ミュージシャン
- 亀田誠治：ベース
- 玉田豊夢：ドラム
- 川村ケン：キーボード
- 大賀好修：ギター

## ライブ映像作品
STARS
- B'z LIVE-GYM Pleasure 2023 -STARS-

Dark Rainbow
- B'z LIVE-GYM Pleasure 2023 -STARS-

君の中で踊りたい 2023
- B'z LIVE-GYM Pleasure 2023 -STARS-